# 賽洛姆斯普林斯鎮區 (密蘇里州豪厄爾縣)
賽洛姆斯普林斯鎮區（英語：Siloam Springs Township）是位於美國密蘇里州豪厄爾縣的一個行政鎮區。

## 地方資料
賽洛姆斯普林斯鎮區的面積為132.00平方千米，當中陸地面積為131.91平方千米，而水域面積為0.09平方千米。根據2020年美國人口普查的數據，當地共有人口666人，而人口密度為每平方千米5.05人。